# Рудлов
Рудлов (словац. Rudlov) — село в Словаччині, Врановському окрузі Пряшівського краю. 
Уперше згадується у 1402 році.
У селі є греко-католицька церква Різдва Пресвятої Богородиці (1822) в стилі класицизму збудована на старішому фундаменті. 11 квітня 1991 на рідній хаті Адольфа Добрянського встановлено пам'ятну дошку.

## Географія
Розташоване в східній частині Словаччини на Подсланській височині в долині Солоного потока, який впадає в Теплу.

## Населення
| Рік:            | 1994. | 2004.   | 2014.   | 2024.  |
| --------------- | ----- | ------- | ------- | ------ |
| Кількість осіб: | 586   | 638     | 680     | 731    |
| Різниця:        |       | +8,87 % | +6,58 % | +7,5 % |

| Рік:            | 2023. | 2024.   |
| --------------- | ----- | ------- |
| Кількість осіб: | 729   | 731     |
| Різниця:        |       | +0,27 % |

У селі проживає 664 осіб.
Національний склад населення (за даними перепису 2001 року):
- словаки — 96,91 %,
- цигани — 1,70 %.

Склад населення за приналежністю до релігії станом на 2001 рік:
- греко-католики — 70,37 %,
- римо-католики — 25,93 %,
- протестанти — 1,08 %,
- не вважають себе вірянами або не належать до жодної вищезгаданої конфесії — 2,63 %.

### Видатні постаті
- Добрянський Адольф Іванович — один з найкращих угорських банських інженерів народився 20 грудня 1817 року в родині місцевого грекокатолицького священика, свого часу єдиний слов'янський депутат угорського парламенту, один з основоположників Матиці Словацької.